# Herman Diedrich Spöring (Mediziner)

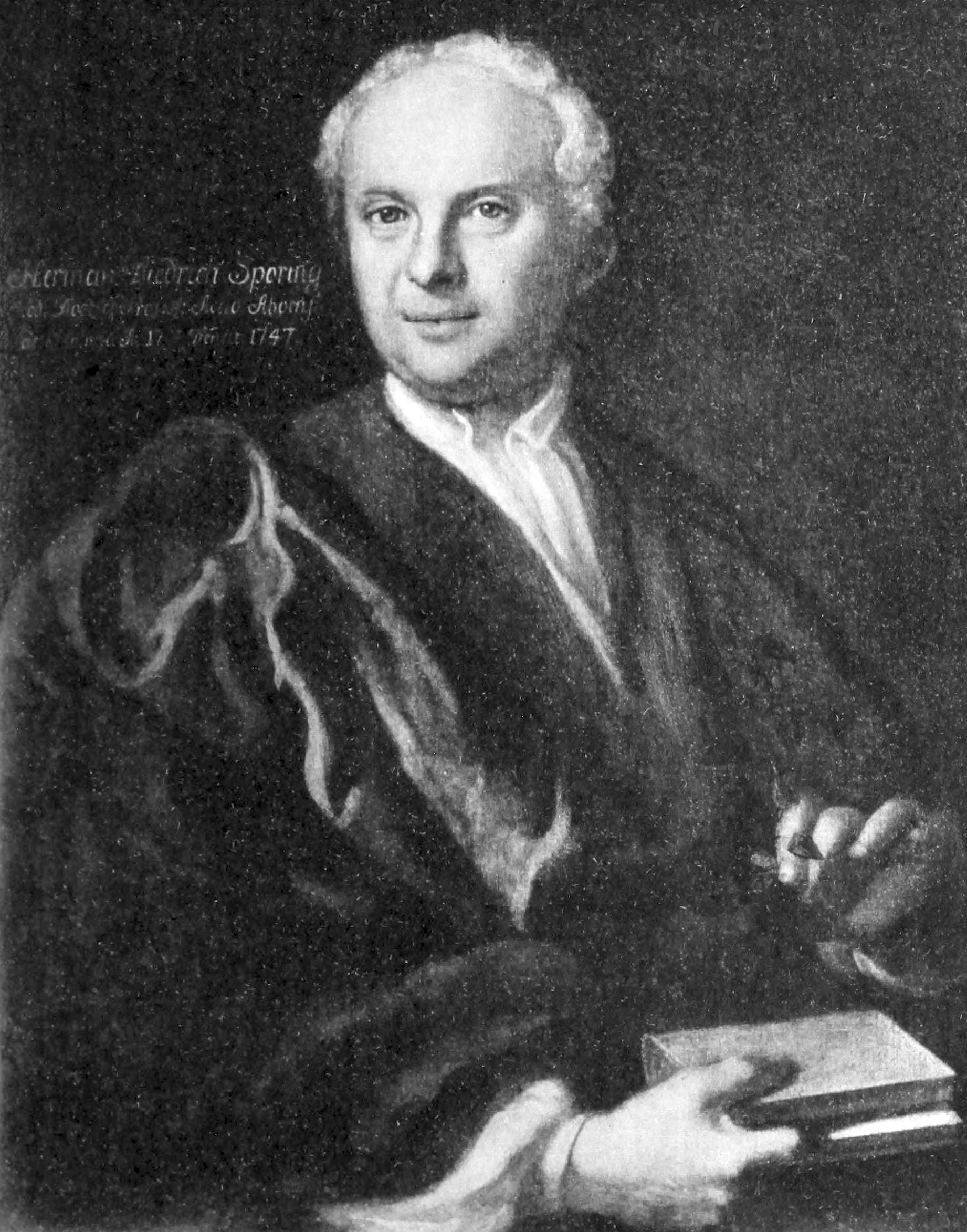
Herman Diedrich Spöring (1756), Porträt von Georg Engelhard Schröder

Herman Diedrich Spöring (* 19. Oktober 1701 Stockholm, Schweden; † 17. Juni 1747 Turku) war ein schwedischer Mediziner deutscher Abstammung und von 1728 bis 1747 Professor an der Akademie in Åbo (finnisch Turku) in Finnland, das damals zu Schweden gehörte.

## Leben
Herman Diedrich Spöring wurde am 19. Oktober 1701 als Sohn der Eheleute Eberhard Christian Spöring, stellvertretender Schulleiter der Deutschen Schule in Stockholm, und Elisabeth Benedicta Burmeister in der deutschen St.-Gertrud-Gemeinde in Stockholm geboren.
Er studierte ab 1718 Medizin bei dem schwedischen Anatomen Olof Rudbeck und dem Professor Lars Roberg an der Universität Uppsala, führte dann später privat sein Studium in Stockholm unter Magnus von Bromell weiter. 1723 reiste er in die Niederlande, um dort an der Universität Leiden unter dem Professor Herman Boerhaave zwei Jahre zu studieren, gefolgt von Studien in Krankenhäusern in Paris. 1725 ging er nach Deutschland und lernte die Bedingungen im Bergbau im Harz kennen. Zurück in den Niederlanden, bekam er am 18. Mai 1726 an der damaligen Universität in Harderwijk den Doktortitel im Fachbereich Medizin verliehen. 1727 kehrte er verschuldet nach Schweden zurück.
1728 wurde die Stelle des Professors für Medizin an der Akademie von Åbo frei und Spöring wurde als Nachfolger des verstorbenen Peter Elfving ernannt. Er behielt diese Position bis zu seinem Tod. Spöring wurde im Jahre 1730 Mitglied der Königlichen Akademie der Wissenschaften und 1742 Mitglied der Royal Scientific Society. 1746 übernahm er zusätzlich die Verantwortung für die Führung der Bibliothek der Akademie, als er zum Rektor der Akademie berufen wurde.
In seinen medizinischen Arbeiten und Lehren verfolgte Spöring die Linie seines niederländischen Lehrers Boerhaave. Spörings Vorlesungen waren beliebt, und obwohl Sezierungen in jenen Tage keine öffentliche Zustimmung fanden, verteidigte er sie mit einer Darstellung zum medizinischen Nutzen und führte 1730 die vierte öffentliche Sezierung eines Leichnams nach entsprechenden Vereinbarungen durch. Auch sorgte er dafür, dass in der Stadt ein Krankenhaus eingerichtet wurde, das es bis dahin noch nicht gab. 1737 veröffentlichte Spöring ein Buch, in dem er beschrieb, wie man sich vor den Pocken schützen konnte; doch seine Veröffentlichungen hielten sich in Grenzen.
Spröring war an allen Naturwissenschaften, vor allem an der Mineralogie, sehr interessiert. Während seiner Studienzeit hatte er eine beachtliche Mineraliensammlung angelegt, die er nach seinem Tod der Akademie vererbte.
Spöring verstarb nach einer längeren Krankheit am 17. Juni 1747 in Turku.

## Familie
1732 heiratete Spöring Hedvig Ulrika Meurman, mit der er acht Kinder hatte, von denen aber nur zwei überlebten, eine Tochter und ein Sohn. Der Sohn Herman Diedrich Spöring (1733–1771) wurde Zeichner und Naturforscher, er begleitete Kapitän James Cook als wissenschaftlicher Mitarbeiter auf dessen erster Südseeforschungsreise und verstarb auf der Rückreise.